# Mine Capelton
La mine Capelton fut une importante mine de chalcopyrite (minerai de cuivre), faisant partie de ce que l'on peut appeler le complexe minier de Capelton. Elle a été ouverte en 1863 dans les cantons de l'Est au Québec. À sa fermeture en 1907, on estima sa profondeur à 1 500 mètres. La mine a été rouverte aux touristes en 1995 et on peut maintenant la visiter pendant la saison touristique.

## Photographies

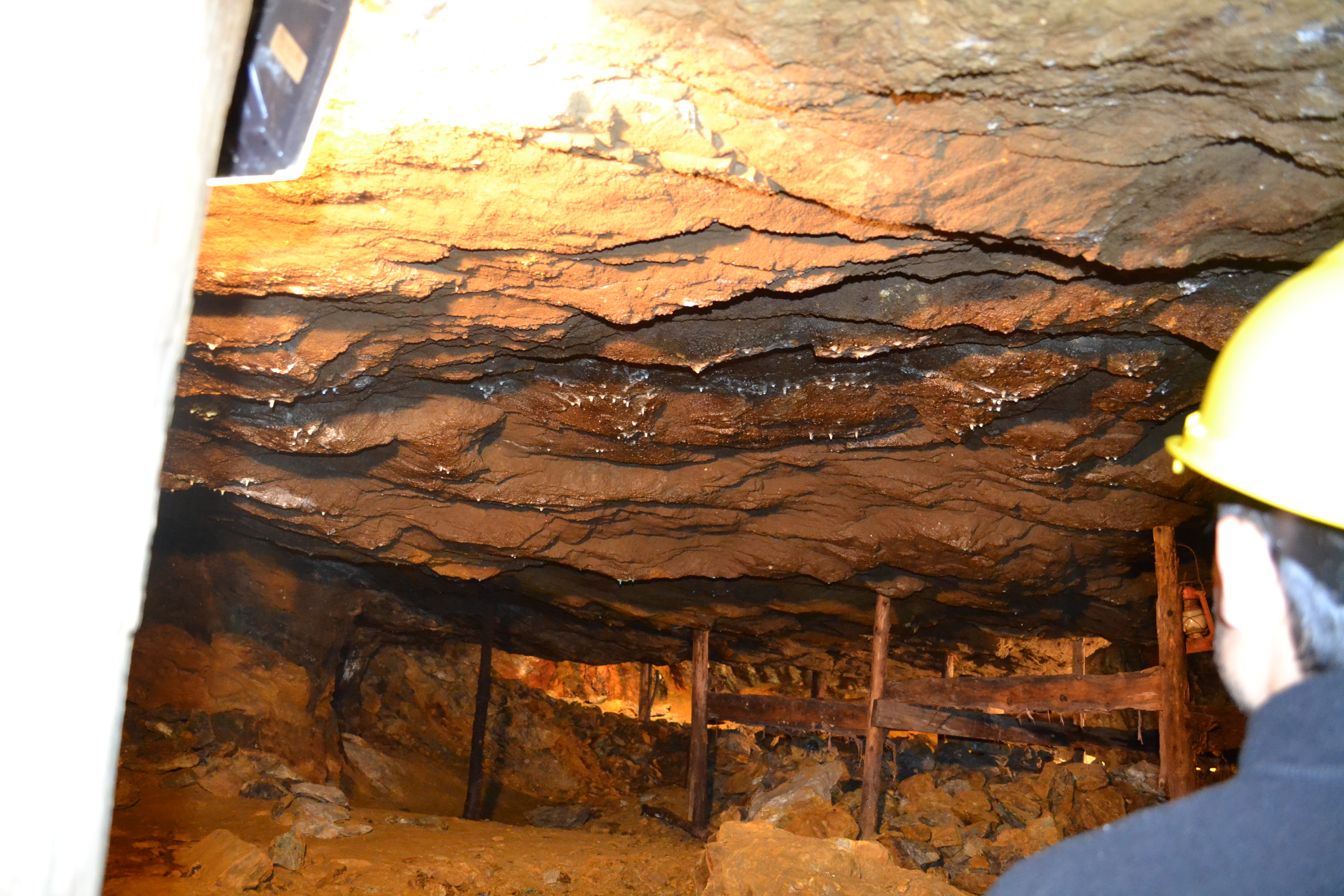
Voûte d'une des salles.
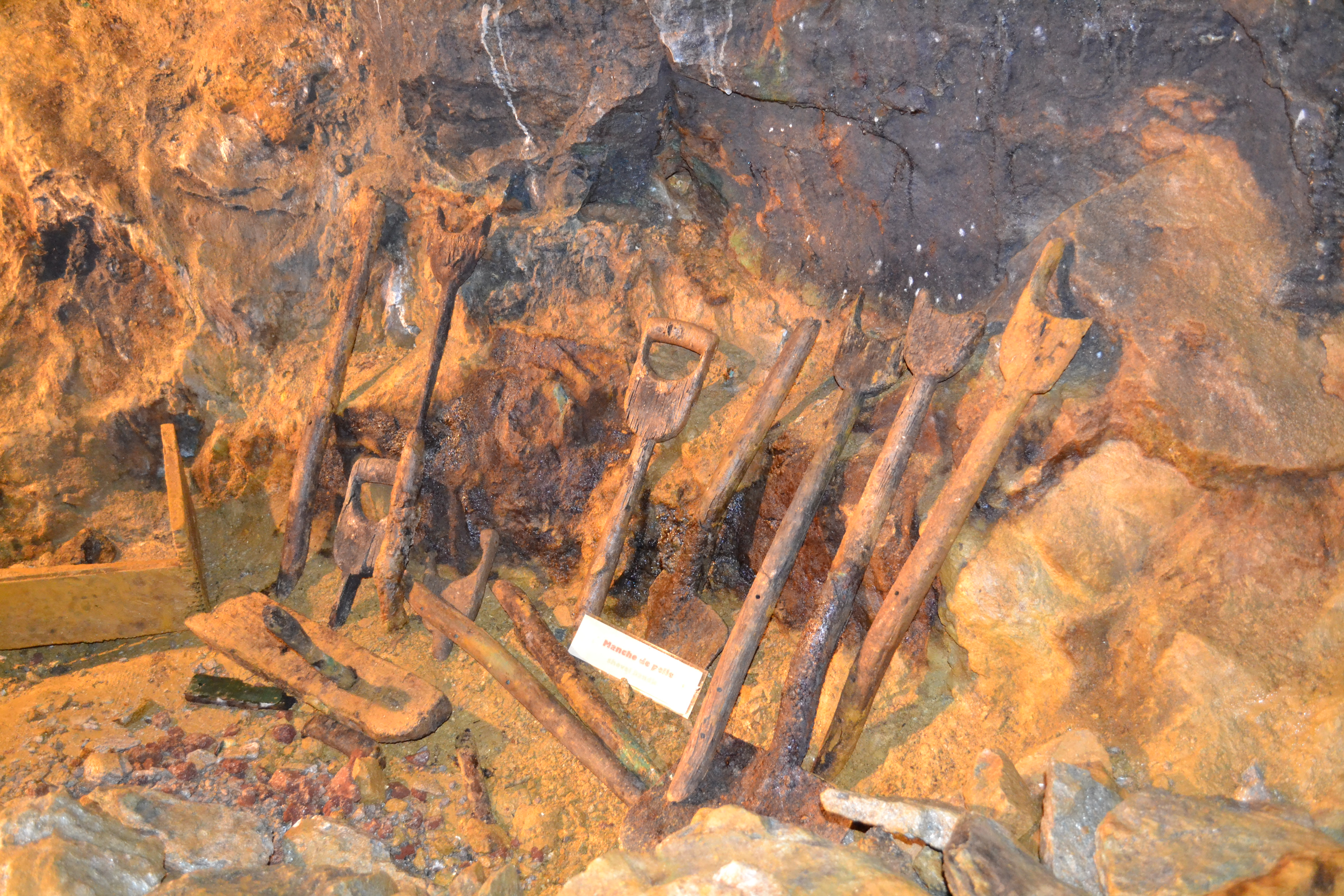
Outils en ruines.
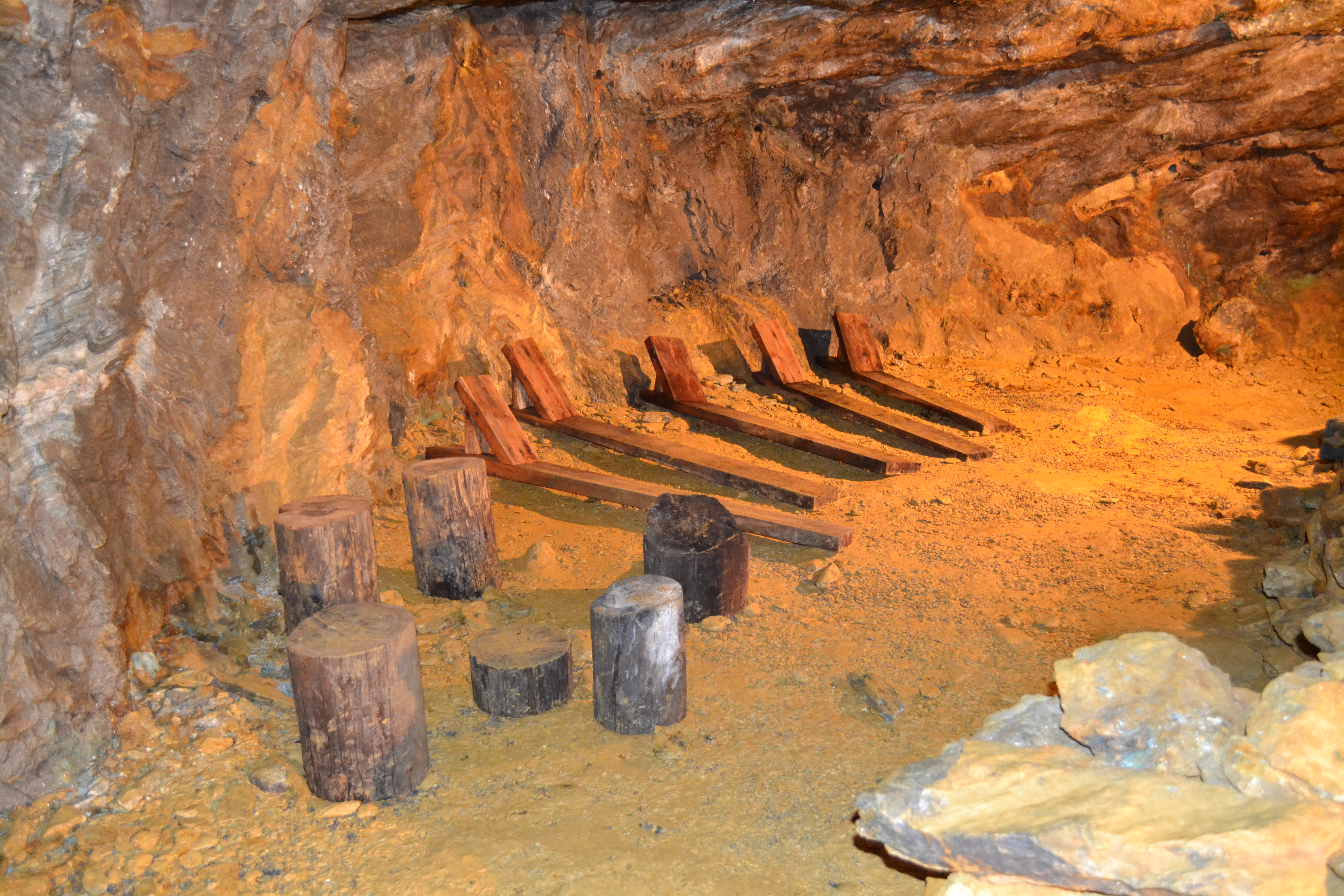
Ancienne « salle à manger ».